# Azuragrion granti
Azuragrion granti е вид водно конче от семейство Coenagrionidae. Видът е почти застрашен от изчезване.

## Разпространение
Разпространен е в Йемен (Сокотра).

## Описание
Популацията на вида е стабилна.